# Rafael Orozco Maestre
Rafael José Orozco Maestre (født 24. marts 1954 i Becerril, Colombia, død 11. juni 1992 i Barranquilla, Colombia) var en colombiansk forsanger og sangskriver.
I 1975 indspillede han sine to første albums med harmonikaspiller Emilio Oviedo. Så i 1976 møder han Israel Romero til en fest. To måneder senere oprettede de Binomio de Oro-gruppen i Barranquilla. Med denne gruppe vandt han 16 guldplader og to sølvplader for millionærsalg på verdensplan. I 1991 komponerede han sangen "Solo para ti" på albummet De América, dedikeret til hans kone.
Han døde den 11. juni 1992 i en alder af 38 år, efter at en bevæbnet person skød ham foran hans hus.

## Diskografi
- 1975 - Adelante
- 1975 - Con emoción
- 1977 - Binomio de oro
- 1977 - Por lo alto
- 1978 - Enamorado como siempre
- 1978 - Los Elegidos
- 1979 - Súper vallenato
- 1980 - Clase aparte
- 1980 - De caché
- 1981 - 5 años de oro
- 1982 - Festival vallenato
- 1982 - Fuera de serie
- 1983 - Mucha calidad
- 1984 - Somos vallenato
- 1985 - Superior
- 1986 - Binomio de oro
- 1987 - En concierto
- 1988 - Internacional
- 1989 - De Exportación
- 1990 - De fiesta con binomio de oro
- 1991 - De américa
- 1991 - Por siempre

## Ekstern henvisning
- Wikimedia Commons har flere filer relateret til Rafael Orozco Maestre

- Biography
- Discogs